# Fuentespalda
Fuentespalda è un comune spagnolo di 355 abitanti situato nella comunità autonoma dell'Aragona.
Fa parte di un'entità territoriale denominata Frangia d'Aragona. La lingua usata nel  paese, è, da sempre, una variante del catalano occidentale.